# 帕梅拉·盖伊
帕梅拉·盖伊（Dr. Pamela L. Gay，1973年12月12日—），美國女性天文學家、教育家、播客主持人和作家，以主持天文相關播客網站而聞名。她是「Slacker Astronomy」網站的其中一位共同創辦人，並且在該網站自2005年2月主持網路廣播至2006年9月。目前她和「今日宇宙」（Universe Today）網站的工程師弗雷澤·凱恩（Fraser Cain）共同主持天文播客網站「Astronomy Cast」。

## 經歷
蓋伊於1996年獲得密西根州立大學天文物理學士，再分別於1998和2002年在德克薩斯州大學奧斯汀分校獲得天文學碩士和博士學位，現任職於南伊利諾大學艾德華村分校（Southern Illinois University Edwardsville）。但她的研究與教學範圍並不只限於美國，而是在全世界。她以遠距教學在方式在澳大利亞斯威本科技大學進行跟在美國同步的天文教學與訓練。
蓋伊在天文學界中相當活躍於推廣教育工作。她的主要研究興趣是天琴座RR型变星，並且她和世界各地的專業與業餘天文學家合作以獲得需要的研究資料。蓋伊是美国变星观测者协会理事會成員，並且在該協會擔任教育委員會主席。
2009国际天文年期間，蓋伊是美國部分的新媒體宣傳部門的聯席主席。

## 個人生活

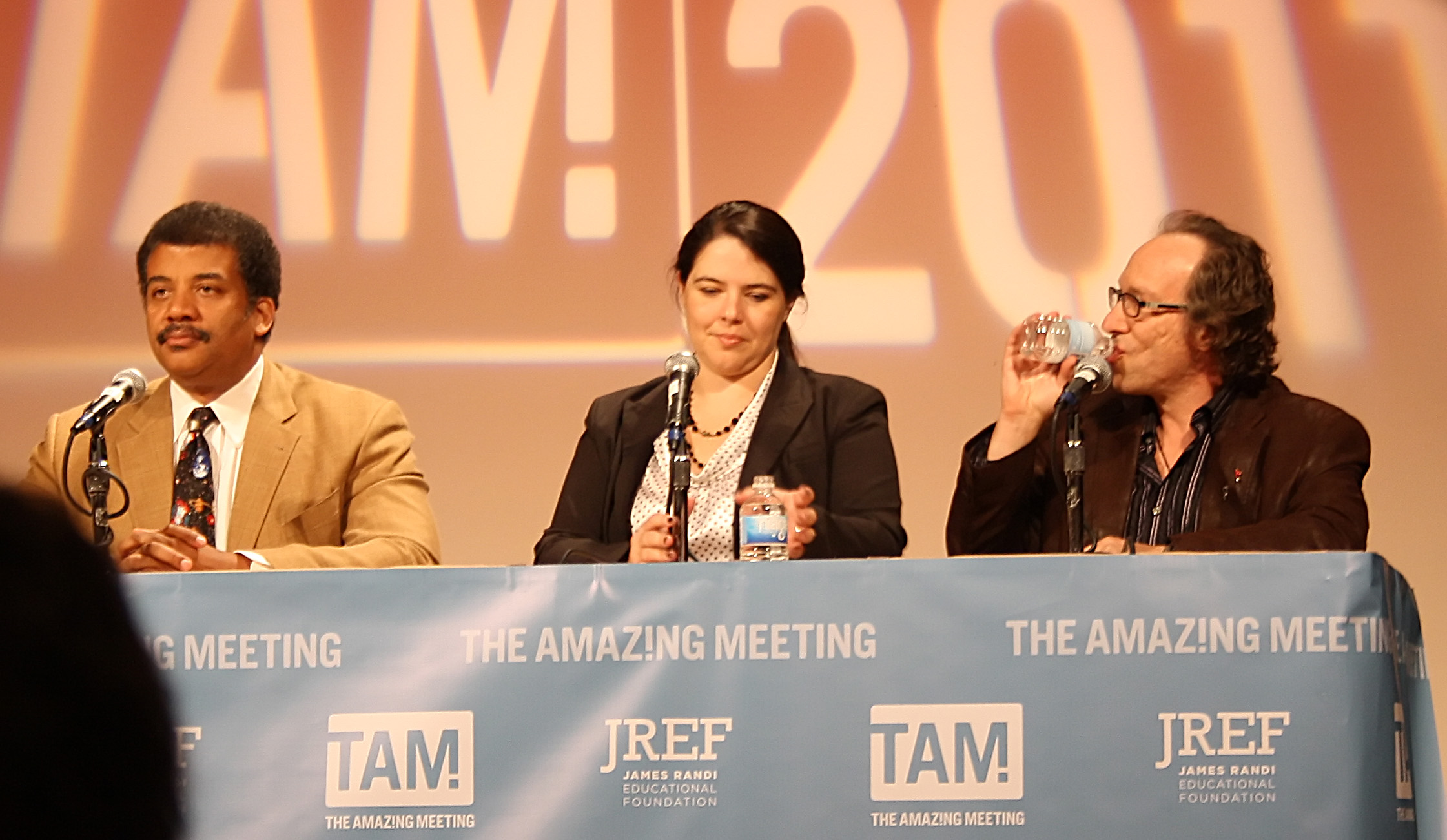
帕梅拉·盖伊（中）、奈爾·德葛拉司·泰森（左）和勞倫斯·克勞斯（右）在2011年第九屆 The Amaz!ng Meeting。

蓋伊和她的丈夫現居伊利諾州。

## 外部連結
- Astronomy Cast （页面存档备份，存于）
- Star Stryder Blog （页面存档备份，存于）
- Slacker Astronomy
- Interview on Books and Ideas Podcast (2007)